# 良心的勢力
良心的勢力（りょうしんてきせいりょく）は、対立する相手側の国民であるが連携できるとして「良心的」とみなす勢力に対しての呼称。
何を「良心的」とするかは立場によるため相対的な用語であり対象は明確ではないが、韓国や日本ではいわゆる左翼勢力またはリベラル勢力、進歩勢力などを指して肯定的または否定的に使用される事が多い。